# Ключ 44
| 尸                     | 尸               | 尸               |
| ---------------------- | ---------------- | ---------------- |
| 43                     | 44               | 45               |
| Піньінь:               | shī              | shī              |
| Чжуїнь:                | ㄕ               | ㄕ               |
| Вейд-Джайлз:           | shih1            | shih1            |
| Ютпхін:                | si1              | si1              |
| Он:                    |                  |                  |
| Кун:                   |                  |                  |
| Кандзі:                | 尸字頭 shikabane | 尸字頭 shikabane |
| Хун:                   | 주검 jugeom      | 주검 jugeom      |
| Им:                    | 시 si            | 시 si            |
| Індекс у Вікісловнику: | 尸               | 尸               |

Ключ 44 — ієрогліфічний ключ, що означає труп і є одним із 31 (загалом існує 214) ключа Кансі, що складаються з трьох рисок.
У Словнику Кансі 148 символів із 40 030 використовують цей ключ.

## Символи, що використовують ключ 44

Як писати ієрогліф.

| кількість рисок | ієрогліфи                  |
| --------------- | -------------------------- |
| без додаткових  | 尸                         |
| 1 додаткова     | 尹 尺                      |
| 2 додаткові     | 尻 尼                      |
| 3 додаткові     | 尽                         |
| 4 додаткові     | 尾 尿 局 屁 层 屃          |
| 5 додаткових    | 屄 居 屆 屇 屈 屉 届       |
| 6 додаткових    | 屋 屌 屍 屎                |
| 7 додаткових    | 屐 屑 屒 屓 屔 展 屖 屗 屘 |
| 8 додаткових    | 屏 屙 屚 屛 屜 屝 屠       |
| 9 додаткових    | 属 屟 屡                   |
| 11 додаткових   | 屢 屣 層                   |
| 12 додаткових   | 履 屦 屧                   |
| 14 додаткових   | 屨                         |
| 15 додаткових   | 屩 屪                      |
| 16 додаткових   | 屫                         |
| 18 додаткових   | 屬                         |
| 21 додаткова    | 屭                         |